# Gle Pisang
Gle Pisang är ett berg i Indonesien.   Det ligger i provinsen Aceh, i den västra delen av landet, 1 800 km nordväst om huvudstaden Jakarta. Toppen på Gle Pisang är 262 meter över havet.
Terrängen runt Gle Pisang är kuperad åt nordost, men åt sydväst är den platt. Havet är nära Gle Pisang åt sydväst.Runt Gle Pisang är det glesbefolkat, med 18 invånare per kvadratkilometer. Omgivningarna runt Gle Pisang är en mosaik av jordbruksmark och naturlig växtlighet.